# بالروا-سور-دروم
بالروا-سور-دروم (به فرانسوی: Balleroy-sur-Drôme) یک کمون (فرانسه) در فرانسه است که در کالوادوس واقع شده‌است. بالروا-سور-دروم ۱۱٫۷۷ کیلومتر مربع مساحت دارد.